# Гней Доміцій Агенобарб (консул 192 року до н. е.)
Гней Доміцій Агенобарб (235 — після 190 р. до н. е.) — політичний та військовий діяч Римської республіки.

## Життєпис
Походив з роду нобілів Доміціїв. Син Луція Доміція Агенобарба. Про молоді роки мало відомо. У 196 році до н. е. стає плебейським еділом. На цій посаді боровся із відкупниками громадських пасовиськ, притяг їх до суду й домігся накладання на них штрафу. На ці гроші почав будівництво святилища Фавна. У 194 році до н. е. обирається міським претором. Під час своєї каденції освятив храм Фавна. Присудив жінці (ім'я не відоме) втрату майна через пиятику.
У 192 році до н. е. обирається консулом (разом з Луцієм Квінкцієм Фламініном). Внаслідок загрози війни з сирійським царем Антіохом III деякий час залишався у Римі, а згодом рушив проти галльського племені боїв. Сплюндрував усі їх землі, змусив здатися й визнати владу Рима. Залишався у Цизальпійській Галлії до 191 року до н. е.
У 190 році до н. е. був легатом у війську консула Луція Корнелія Сципіона Азіатського у війні проти Антиоха III Селевкида. Відіграв важливу роль у вирішальній битві при Магнесії із сирійцями.
Подальша його доля не відома.

## Родина
Діти:
- Гней Доміцій Агенобарб, консул-суффект 162 року до н. е.